# Masao Yamaguchi

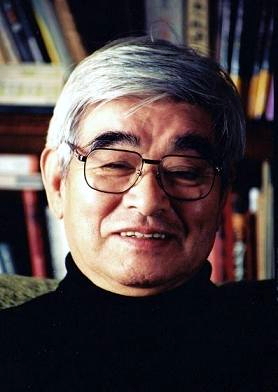
Masao Yamaguchi, Professor Emérito da Universidade de Tokyo.

Masao Yamaguchi (山口昌男, Yamaguchi Masao, nascido em 1931) é um antropólogo japonês.

## Biblografia selecionada
- 「人類学的思考」("anthropological investigation")
- 「文化と両義性」("culture and duality")
- 「文化の詩学」("The Poetics of Culture")
- 「アフリカの神話的世界」("The African Mythical World")
- 「道化的世界」("An Assimilating World")
- 「知の遠近法」("Perspectives of Knowledge")
- 「仕掛けとしての文化」
- 「文化人類学への招待」("An Invitation to Cultural Anthropology")
- 「道化の民俗学」("The Ethnology of Assimilation")
- 「天皇制の文化人類学」("The Cultural Anthropology of the Emperor System")
- 「「挫折」の昭和史」("A History of Failure in the Showa Period")
- 「「敗者」の精神史」("A Psychological History of Losers')
- 「敗者学のすすめ」("For a study of the losing side")
- 「はみだし（ステップ・アウト）の方法」("Stepping Outside")
- 「内田魯山山脈」
- 「山口昌男ラビリンス」("Yamaguchi Masao Labryinth")
- 「経営者の精神史」("A Psychological History of the Manager")